# أديب الشيشكلي
العقيد أديب بن حسن الشيشكلي (1909 في حماة - 27 سبتمبر 1964 في البرازيل) كان قائد الانقلاب العسكري الثالث في تاريخ سوريا الذي حدث في 19 ديسمبر 1949، وأصبح رئيساً لها بين عامي 1953 و1954.
كان أديب ضابطاً سابقاً في الجيش السوري، استولى على السلطة على دفعات منذ عام 1951 وحتى عام 1954، وكان قبلها أحد العسكريين السوريين الذين شاركوا في حرب 1948 وتأثر خلالها بأفكار الحزب السوري القومي الاجتماعي. انتقد تسليم حسني الزعيم لمؤسس الحزب السوري القومي الاجتماعي أنطون سعادة للسلطات اللبنانية وقام بانقلاب مشترك مع سامي الحناوي على حسني الزعيم، يقال أيضاً إنه عاد إلى جولييت المير سعادة بقميص حسني الزعيم الملطخ بالدماء.

## سيرته
الشيشكلي من عائلة حموية كبيرة ومعروفة ذات أصول تركية، وكلمة شيشكلي أو جيجكلي بالجيم المعجمة تعني صاحب الورد باللغة التركية، نشأ في حماة وتخرج من المدرسة الزراعية في سلمية، ثم من المدرسة الحربية في دمشق، تطوع في جيش المشرق الفرنسي، ثم انتقل مع غيره من الضباط إلى الجيش السوري، شارك في معركة تحرير سورية من الفرنسيين سنة 1945، ثم كان على رأس لواء اليرموك الثاني في جيش الإنقاذ في فلسطين سنة 1948.
اشترك مع حسني الزعيم في الانقلاب الأول في 30 مارس 1949، لكنهما اختلفا فصرفه الزعيم من الخدمة، ولم يلبث أن عاد قائداً للواء الأول برتبة عقيد في عهد سامي الحناوي كما اشترك مع الحناوي في الانقلاب الثاني في 14 مايو 1949، لكن الشيشكلي لم يحقق في الانقلابين طموحه الشخصي، فهو مغامر يتطلع إلى السلطة ويبحث عن سلم يوصله إلى قمتها بأسلوب بارع ومقبول من الجماهير. له شقيق هو النقيب صلاح الشيشكلي عضو في الحزب القومي السوري الاجتماعي، وبحكم هذا الواقع ارتبط الشيشكلي بصلات قريبة مع العقيد أمين أبو عساف والنقيب فضل الله أبو منصور الذين ساهما في اعتقال سامي الحناوي، وانتقض بمساعدتهما على الحناوي أواخر 1949، فاستولوا على الحكم، وتولّى الشيشكلي رئاسة الأركان العامة 1951. كما مهدا الطريق لأديب الشيشكلي المسيطر على مجلس العقداء، لمنازعة رئيس الدولة هاشم الأتاسي على السلطة، حيث أصدر الشيشكلي في صباح (19 كانون الأول/1949) بلاغاً بتوقيعه، أكد فيه إقصاء سامي الحناوي وأسعد طلس عن القيادة، لتآمرهم على سلامة الجيش وكيان البلاد ونظامها الجمهوري.

## البلاغ رقم 1 لانقلابه
أذيع من إذاعة دمشق يوم 19 ديسمبر 1949
«ثبت لدى الجيش أن رئيس الأركان العامة اللواء سامي الحناوي وعديله السيد أسعد طلس، وبعض ممتهني السياسة في البلاد، يتآمرون على سلامة الجيش وسلامة البلاد ونظامها الجمهوري مع بعض الجهات الأجنبية. وكان الجيش يعلم بهذا الأمر منذ البداية، وقد حاول ضباطه بشتى الطرق، بالامتناع تارة وبالتهديد الضمني تارة أخرى، أن يحولوا دون إتمام المؤامرة وأن يقنعوا المتآمرين بالرجوع عن غيّهم فلم يفلحوا، فاضطر الجيش حرصاً على سلامة البلاد وسلامته، وحفاظاً على النظام الجمهوري، أن يقصي هؤلاء المتآمرين، وليس للجيش أية غاية أخرى، وإنه ليعلن أنه يترك البلاد في أيدي رجالها الشرعيين، ولا يتداخل إطلاقاً في القضايا السياسية، اللهم إلا إذا كانت سلامة البلاد وكيانها يستدعيان ذلك.»
العقيد أديب الشيشكلي

## الحكم المزدوج
عُرف عهد الانقلاب الثالث بعهد الحكم المزدوج (أديب الشيشكلي وهاشم الأتاسي)، ولما كان الشيشكلي عضواً في مجلس العقداء ومسيطراً عليه فقد حل هذا المجلس وألّف بديلاً عنه مجلساً أسماه المجلس العسكري الأعلى.
وهكذا دخلت البلاد في عهد الانقلاب الرابع. ففي ليل 31 تشرين الثاني/1951 تمت خطوة الشيشكلي الحاسمة في الطريق إلى الحكم إذ اعتقل رئيس الوزراء معروف الدواليبي وزجّ به وبمعظم أعضاء وزارته في السجن، واعتقل رئيس مجلس النواب وبعض النواب، فما كان من رئيس الجمهورية هاشم الأتاسي إلا أن قدم استقالته. بعد ذلك أذيع البلاغ العسكرية رقم (1) بتاريخ (2 كانون الأول/1951) جاء فيه (إن المجلس الأعلى بناء على استقالة رئيس الجمهورية وعدم وجود حكومة في البلاد يأمر بما يلي:
- يتولى رئيس الأركان العامة ورئيس المجلس العسكري الأعلى مهام رئاسة الدولة، ويتولى كافة الصلاحيات الممنوحة للسلطات التنفيذية.
- تصدر المراسيم اعتباراً من (2 كانون الأول/1951) من رئيس الأركان رئيس المجلس العسكري الأعلى.

انصب اهتمام الشيشكلي نحو ترسيخ جذور الانقلاب الرابع في البلاد عبر حكم عسكري مباشر واجهته الزعيم فوزي السلو بعد تعيينه رئيساً للدولة وحقيقته العقيد أديب الشيشكلي رئيس الأركان، وأصدر مرسوماً بحل البرلمان، وآخر بتولي الأمناء العامين في الوزارات صلاحية الوزراء، ريثما يتم تشكيل حكومة جديدة. كما أصدر مرسوماً بتاريخ 15 كانون الثاني 1952 بحلّ معظم الأحزاب السياسية في سوريا (الشعب، الوطني، الإخوان المسلمين، التعاوني الاشتراكي) وأبقى على البعث والعربي الاشتراكي فقط، (تم حل جميع الأحزاب بلا استثناء في 6 نيسان)، ومرسوم آخر بتوحيد الصحف وجعلها أربعة صحف تصدر في دمشق وحمص وحلب والجزيرة.

## إنجازاته

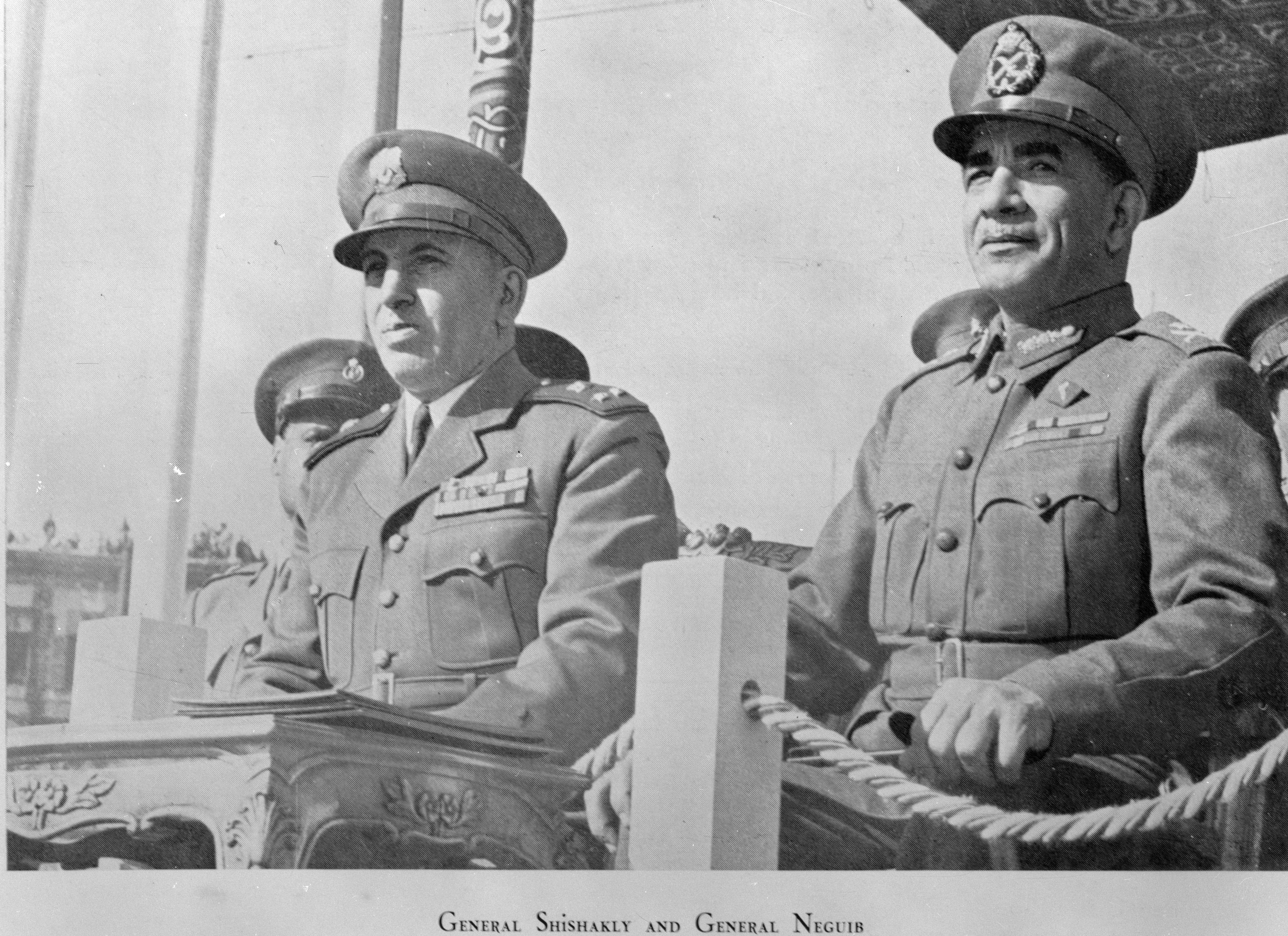
الرئيس السوري أديب الشيشكلي والرئيس المصري محمد نجيب عام 1951

استمر الحكم العسكري المباشر بقيادة العقيد أديب الشيشكلي مدة ستة أشهر، وخلال هذه المدة أراد الشيشكلي الرد على الحملات العربية، ومعارضة الأحزاب والسياسيين لانقلابه بتحقيق إصلاحات سياسية واقتصادية واجتماعية في البلاد، للبرهان على أن ما حققه العسكريون خلال ستة أشهر لم يحققه السياسيون خلال ست سنوات منذ الجلاء. فقد صدر عن رئيس الدولة (257) مرسوماً، تناولت تنظيم الحياة الداخلية في البلاد، فبدأت هذه المراسيم بقانون إلغاء الأحزاب وقانون جمع الصحف، وقانون منع انتماء الطلاب والمعلمين والموظفين والعمال إلى الأحزاب السياسية أو الاشتغال بالسياسة، وصدر قانون لتنظيم الشؤون المالية اعتمد على مبدأ فرض الضرائب التصاعدية والتخفيف قدر الإمكان من الضرائب غير المباشرة التي تقع على كاهل ذوي الدخل المحدود، وأُلغيت الرقابة على النقد الأجنبي فسمح باستيراده بينما منع خروج النقد المحلي، وصدر قانون الإصلاح العقاري لتنظيم العلاقة بين المالك والمستأجر، وآخر للإصلاح الزراعي يقضي بتوزيع أملاك الدولة على الفلاحين ممن لا أرض لهم، وباشرت الدولة بتوزيع 5 ملايين هكتار على 50 ألف أسرة فلاحية بهدف توطين ربع مليون نسمة.
وبدأت الدولة خططاً لتنفيذ مشاريع الري الكبيرة في البلاد، وأبرزها مشروع تجفيف الغاب، ومشروع اليرموك، وبدأت مفاوضات مع مصرف الإنشاء والتعمير الدولي الذي تسيطر عليه الولايات المتحدة لتمويل خطة الدولة لري 120 ألف دونم، وتوطين 25 ألف أسرة، وقطعت الدولة شوطاً في تنفيذ مشروع مرفأ اللاذقية لتفريغ 800 ألف طن من البضائع سنوياً، ووضعت خطة خمسية لإنجازه، بالإضافة إلى مشاريع الكهرباء وإنارة الريف.
كما أولت الدولة اهتماماً خاصاً بالجيش لزيادة قدراته وتزويده بالأسلحة الحديثة. فاشترت ثلاث سفن حربية فرنسية، وعقدت صفقة لشراء طائرات نفاثة مقاتلة بريطانية، وأجرت اتصالات مع الولايات المتحدة للحصول على الدبابات والمدفعية، وشجعت أجهزة الإعلام التي تنادي بتجنيد النساء في صفوف القوات المسلحة.
وعلى الصعيد الأمني، شهدت البلاد حالة من الهدوء والطمأنينة. انخفضت نسبة الجرائم وحوادث السرقة والسطو، بينما سارت أمور وزارات الدولة بإشراف الأمناء العامين سيراً حسناُ، وأعلم الشيشكلي مندوبي الدول العربية والأجنبية أن لا حاجة لحصول انقلابه على اعتراف جديد وأنه يكتفي بالاعتراف القائم.
حقق الشيشكلي استقراراً داخلياً لم تشهده البلاد من قبل، وكان من أشد أعداء إسرائيل، وفي كل يوم من أيام عهده كانت تحرر تلة[بحاجة لمصدر] حتى أنه قال: (إن الطريق من دمشق إلى الخليل سيكون سالكاً أمام الجيش السوري).
عندما شعر الشيشكلي بتعاظم المعارضة الداخلية لنظامه العسكري، أصدر مرسوم تشكيل وزارة في 6 حزيران 1952، وأعلن بعد تشكيل الوزارة بأن الجيش سيدعم مشاريع الحكومة دون التدخل في شؤونها، وأكد بأن هذه الحكومة مؤقتة مهمتها إيصال البلاد إلى الانتخابات النيابية في إطار قانون جديد للانتخابات يفتح السبيل أمام تمثيل حقيقي للشعب.

## حزب التحرير العربي
اعتمد الشيشكلي على أنصاره من الحزب القومي السوري، ودعا إلى تأسيس حزب جديد باسم (حركة التحرير العربي) حتى يكون الحزب الوحيد في البلاد استعداداً لخوض الانتخابات، وبعد الإعلان عن تأسيسه، بدأ الشيشكلي عقد اجتماعات جماهيرية لإلقاء الخطب الطنانة التي تلهب حماس الجماهير وتجعل تحرير فلسطين في متناول اليد. ولما اطمأن إلى قاعدته الجماهيرية وجهازه الإعلامي، التفت لتنظيم جهاز القمع، وبدأت حملة الاعتقالات والتعذيب ضد كل من يعارض العقيد شملت الطلاب والمدرسين ورجال السياسة وقادة الأحزاب والأقلام الحرة، وعندما شعر الشيشكلي بأن الساحة خلت له ولحزبه دعا إلى إجراء الانتخابات النيابية في (10 تموز/1953)، وفاز حزب التحرير العربي بـ 83 مقعداً.
عرف الشيشكلي بسياسات قريبة من سياسات الرئيس عبد الناصر الذي ارتبط معه بعلاقات قوية، فقد احتكر العمل السياسي بهيئة سياسية مركزية (حركة التحرر العربية) كما اهتم بالإصلاح الزراعي، وتوسيع الضرائب على البرجوازية، وتجنيد النساء في الجيش وأفكار أخرى ليست بعيدة عن أفكار الحزب القومي السوري.

## علاقته بالموحدين الدروز
لكن الشيشكلي بالرغم من إصلاحاته المذكورة وموقفه المتشدد ضد المشروع الصهيوني قام باعتقال كثير من الأشخاص المعارضين له من كافة الأحزاب ووضعهم بالسجون. واستخدم الطائرات لقصف أهداف في منطقة السويداء راح ضحيتها الكثير من المدنيين. كما قام بإرسال الجيش إلى الجبل للتنكيل بأهله وقد قام الجيش بكثير من الجرائم ضد أهل الجبل فقام أهل الجبل بمحاصرة الجيش وأسره وقد تم إطلاق سراح الجنود وقد قال سلطان الأطرش عند إطلاق سراحهم «إنهم أولادنا --» وكان تبريره لذلك هو اكتشاف كميات كبرى من الأسلحة كان يشرف عليها نوري السعيد ورجال المخابرات البريطانية في المنطقة في إطار التحضير للحلف البريطاني - الأمريكي المعروف بحلف بغداد. وبرز عنفه في قمع ثورة الجبل (1954). وقد تسببت الإجراءات الدموية التي اتخذها الشيشكلي ضد المعارضة وخصوصا ضد الثوار بتحالف واسع ضده، فضل بعده الاستقالة على الاستمرار في المواجهة. واللافت للانتباه هنا أن أحد ضباط الشيشكلي الكبار كان شوكت شقير وهو درزي شيوعي.
برر الشيشكلي العملية بأنه اكتشف سلاحا يوضع في جبل العرب عن طريق الأردن وآخر عن طريق العراق للقيام بانقلاب ضده يشترك فيه حزب الشعب وبيت الأطرش بتنسيق مع الهاشميين، وقام باعتقال عدة سياسيين من المتآمرين عليه، قام الشيشكلي بقصف بعض قرى المدينة بالطيران ودخل جيشه إلى مدينة السويداء مما سبب حركة نزوح جماعية للأطفال والنساء إلى القرى المحصنة المحيطة بالمدينة مثل قرية قنوات فيما خاض من تبقى من رجال المدينة حرب دفاع عن النفس راح ضحيتها المئات من أبناء الجبل.
له قول مشهور "أعدائي كالأفعى رأسها في الجبل وبطنها في حمص وتمتد إلى حلب.. وتشير جميع المصادر المؤكدة وقوع ما يقارب 300 قتيل إثر أحداث جبل العرب.

## دستور جديد
في 5 سبتمبر 1950 تم نشر دستور جديد طُبّق حتى تاريخ انقلاب أديب الشيشكلي الثاني في 29 ديسمبر 1951، الاّ أنه أعيد العمل بهذا الدستور اعتباراً من 25 فبراير 1954 وحتى تاريخ قيام الجمهورية العربية المتحدة في 22 فبراير 1958.
رسخ هذا الدستور الطابع العربي للدولة حيث ينص على أن «الشعب هو جزء من الأمة العربية بتاريخه وحاضره ومستقبله» وأن «دين الرئيس هو الإسلام».

## رئيس الجمهورية
بسبب أزمة سياسية داخلية، استقال رئيس الدولة (الأتاسي) في 2 كانون الأول 1951، وفي اليوم الثاني نصب أديب الشيشكلي الزعيم فوزي سلو رئيساً للدولة، وبقي رئيساً شكلياً حتى نصّب الشيشكلي نفسه رئيساً في 10 آب 1953 بموجب «استفتاء» ونشر دستوراً جديداً.
بعد أن وضع دستوراً جديداً للبلاد، انتخب رئيساً للجمهورية طبقاً لأحكام هذا الدستور، وهكذا مهد لمرحلة فرض الديمقراطية من طريق الديكتاتورية العسكرية، أما قيادة الأحزاب السياسية المعارضة فقد ألّفت جبهة شعبية معارضة تصدت لسياسة الشيشكلي عبر المظاهرات الطلابية والعمالية والفلاحية، وبدأت معركة المعارضة في دمشق بإلقاء المتفجرات، وأًعلن العصيان في جبل الدروز، فقاومه الشيشكلي بالدبابات والطائرات، فزاد من النقمة على النظام.
ثم تنادى السياسيون إلى عقد مؤتمرٍ في حمص في منزل هاشم الأتاسي لإقرار (ميثاق وطني) فيما بينهم قرر (الدعوة إلى الديمقراطية والحريات العامة، وشجب الحكم الفردي والنظام البوليسي)، ووجهوا إنذار إلى الشيشكلي لإعادة الأوضاع الدستورية والإفراج عن المعتقلين السياسيين ووقف الحرب الأهلية في جبل العرب.
وكان رد العقيد على الإنذار باعتقال كل من وقع عليه، واعتقاله كبار الساسة السوريين بتاريخ 24 كانون الثاني 1953، وشملت الاعتقالات «رشدي الكيخيا، صبري العسلي، فيضي الأتاسي، عدنان الأتاسي، حسن الأطرش، منصور الأطرش، علي بوظو، عبد الوهاب حومد، منير العجلاني، أكرم الحوراني، ميشيل عفلق، صلاح البيطار، شاكر العاص، ورزق الله الأنطاكي»، وشهدت البلاد حالة من الاضطراب والمظاهرات الطلابية، قاومها رجال الأمن بالعنف والقنابل المسيلة للدموع، وعطلت الدراسة في المدارس، وعمت المظاهرات المدن السورية وهي تنادي بسقوط الديكتاتورية وإلغاء البرلمان، وعودة الحياة الدستورية إلى البلاد، فكانت التمهيد الشعبي لإسقاط الشيشكلي.

## أهم المحطات في حكمه
- 1949
  - 19 ديسمبر/كانون الأول: الانقلاب العسكري الثالث في سوريا بقيادة العقيد أديب الشيشكلي واعتقال سامي الحناوي وصهره أسعد طلس. وتتهم السعودية بأن لها علاقة بانقلاب الشيشكلي.
- 1951
  - 28 نوفمبر/تشرين الثاني: قيام أديب الشيشكلي بانقلابه العسكري الثاني بعدما تمكن حزب الشعب من البرلمان وبعدما اضطر الرئيس هاشم الأتاسي إلى تشكيل وزارة جديدة برئاسة الدواليبي وبأغلبية من عناصر حزب الشعب مما هدد مواقع العسكريين داخل الحكم. واتهم الشيشكلي في بلاغه بأن الجيش استلم زمام الأمن في البلاد وبأن حزب الشعب يتآمر على البلاد ويسعى إلى تخريب جيشه وإعادة الملكية ثم قام بحل البرلمان.
- 1952
  - 15 يناير/كانون الثاني: حظر الرئيس أديب الشيشكلي نشاط الحزب الوطني وحزب الشعب والإخوان المسلمين والتعاوني الاشتراكي وأغلق مكاتبهم بينما أبقى على نشاط حزب البعث والحزب العربي الاشتراكي فقط.
  - 6 أبريل/نيسان: حظر عام على كل الأحزاب دون استثناء.
  - 25 يوليو/تموز: تشكيل «حركة التحرير العربي» بزعامة أديب الشيشكلي خلال مؤتمرها التأسيسي المنعقد في حلب.
- 1953
  - 10 يوليو/تموز: إجراء استفتاء على تعديل دستوري ينص على تحويل النظام الحكومي من نظام نيابي إلى نظام رئاسي ونجم عن الاستفتاء الموافقة على التعديل ونجاح الشيشكلي المرشح الوحيد للرئاسة وكان من أبرز المؤيدين للشيشكلي إضافة إلى الحزب الذي شكله هو الحزب السوري القومي الاجتماعي.
  - 30 يوليو/تموز: إصدار الشيشكلي قانونا جديدا للانتخابات خفض فيه عدد أعضاء البرلمان إلى 82 عضوا وسمح بعودة النشاط الحزبي باستثناء الحزب الشيوعي. وقد أجريت انتخابات قاطعتها القوى السياسية باستثناء حركة التحرير التي حصلت على 72 مقعداً. وحصل القوميون السوريون المستقلون على المقاعد الباقية وانتخب مأمون الكزبري رئيسا لمجلس النواب.
- 1954
  - 25 فبراير/شباط: الانقلاب العسكري الرابع الذي أعاد هاشم الأتاسي إلى الحكم، فرار الشيشكلي وسفره إلى بيروت.

## اغتياله
اغتيل في البرازيل عام 1964 على يد شاب درزي هو نواف غزالة. حيث فاجأه نواف غزاله في شارع ببلدة سيريس في البرازيل وأطلق عليه النار فقتله انتقاما من ممارسات الشيشكلي العسكرية ضد الدروز في منطقة جبل العرب.
وقعت الحادثة قرب جسر ريالما القريب من منزله في مقاطعة سيريس في محافظة غاياس، حيث كمن له نواف غزاله وقام بإطلاق النار عليه من فوهة مسدسه بعد عودة الشيشكلي من عزاء أحد الأصدقاء في قرية مجاورة.

## وصلات خارجية
- أديب الشيشكلي على موقع الموسوعة البريطانية (الإنجليزية)
- أديب الشيشكلي على موقع مونزينجر (الألمانية)
- إسلام اون لاين